# Kennedy Blades
Kennedy Alexis Blades (Chicago, 4 de setembro de 2003) é uma lutadora de estilo-livre estadunidense.

## Carreira
Blades é de Chicago, Illinois. Ela e sua irmã mais nova, Korina, começaram a ter aulas de jiu-jitsu brasileiro quando ela tinha quatro anos. Mais tarde, ela mudou para a luta livre aos sete anos, juntando-se a um pequeno clube na área. Como não havia muitas garotas com quem ela pudesse lutar, ela frequentemente treinava contra garotos. Ela ganhou vários campeonatos competindo contra garotos como lutadora juvenil, incluindo se tornar a primeira mulher a ganhar o título estadual da IKWF Illinois, em 2016.
Blades e sua irmã, também lutadora, frequentaram o Seminário de Wyoming, na Pensilvânia, a primeira escola secundária americana a ter um programa de luta livre para meninas. Ela disse que "como não havia nenhuma equipe feminina de luta livre no ensino médio no país, tivemos que viajar ao redor do mundo para ter competição" - enquanto estava no ensino médio, ela competiu contra lutadoras de países como Japão, Rússia, Estônia, Áustria e Suécia. Blades venceu o campeonato nacional de cadetes dos EUA em 2018, e o campeonato nacional sub-16, o campeonato nacional sub-17 e o campeonato nacional júnior em 2019.
Aos 17 anos, Blades terminou em segundo lugar nas seletivas dos EUA para as Olimpíadas de Verão de 2020, perdendo para Tamyra Mensah-Stock, que ganhou a medalha de ouro olímpica. Depois de se formar no ensino médio, ela se juntou ao clube de luta livre Sunkist Kids no Arizona e se matriculou na Arizona State University. Blades foi a medalhista de ouro no campeonato mundial Sub-20 de 2021 e mais tarde ganhou a prata no campeonato mundial Sub-23 de 2023. Ela também ganhou o ouro no Torneio Ibrahim Moustafa de 2023. Em 2024, ela derrotou a medalhista olímpica de 2020 Adeline Gray nas seletivas dos EUA, qualificando-se assim para as Olimpíadas de Verão de 2024.  Blades ganhou a medalha de prata nas Olimpíadas de Verão de 2024, na categoria de peso feminino de 76 kg.